# مقاطعة (تقسيم إداري)
المقاطعة هي إحدى التقسيمات الإدارية في عدد من البلدان.

## وجه التسمية
كان المال الذي يدفع في كل سنة يسمى مقاطعة ويسمى الديوان الذي يشرف على إدارة هذه الضرائب في بغداد ديوان المقاطعات. 

## العراق
المقاطعة بالعراق هي كل منطقة زراعية تتحول إلى حي سكني وفقاً للقانون وهذه المناطق تلتزم الدولة بإمدادها بالخدمات العامة كالماء والكهرباء و الصحة والتعليم، وأمّا المنطقة الزراعية التي تتحول بخلاف القانون إلى منطقة سكنية فإنها تُسمّى طابو زراعي وهذه المناطق لا تلتزم الدولة بإمدادها بشيءٍ من الخدمات.

## فلسطين

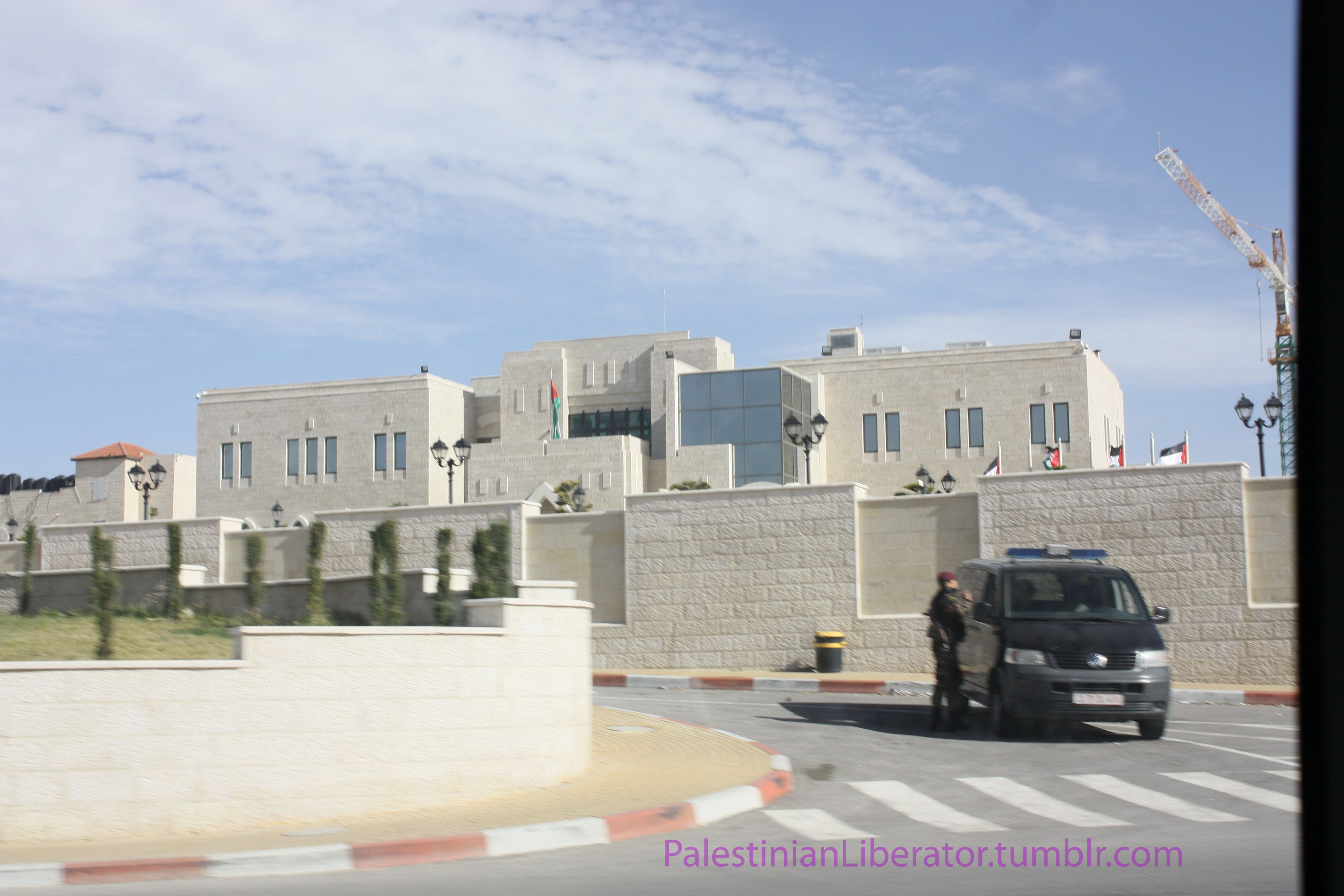
مقاطعة رام الله

تطلق في فلسطين على المكاتب والمراكز الإدارية التابعة للسلطة الوطنية الفلسطينية.

## المغرب
المقاطعة في التقسيم الإداري المغربي هي أحد مستويات التقسيم بالحواضر، ويدخل في نطاقها أحياء تضم آلاف السكان. تكون المقاطعة عادة داخل النظام الإداري للعمالة أو الإقليم.
أما في المناطق القروية أو شبه القروية، فعوض المقاطعة هناك القيادة.